# Olympische Sommerspiele 1936/Kanu – Zweier-Canadier 1000 m (Männer)
Der Wettkampf im Zweier-Canadier über 1000 Meter bei den Olympischen Sommerspielen 1936 wurde am 8. August auf der Regattastrecke Berlin-Grünau ausgetragen.
Der Wettkampf bestand aus einem Rennen, an dem nur fünf Boote aus fünf Ländern teilnahmen. Im Zweier-Canadier der Tschechoslowaken startete Jan Brzák-Felix mit seinem neuen Partner Vladimír Syrovátka. 
Bis zum letzten Viertel des Rennens war es ein sehr Ausgeglichenes. Danach zogen die Tschechoslowaken jedoch den Österreichern und Kanadiern weg und wurden Olympiasieger. 

## Ergebnisse
| Rang | Athleten                           | Nation             | Zeit       |
| ---- | ---------------------------------- | ------------------ | ---------- |
| 1    | Jan Brzák-Felix Vladimír Syrovátka | Tschechoslowakei   | 4:50,1 min |
| 2    | Rupert Weinstabl Karl Proisl       | Österreich         | 4:53,8 min |
| 3    | Frank Saker Harvey Charters        | Kanada             | 4:56,7 min |
| 4    | Hans Wedemann Heinrich Sack        | Deutsches Reich    | 5:00,2 min |
| 5    | Clarence McNutt Robert Graf        | Vereinigte Staaten | 5:14,2 min |

## Weblink
- Ergebnisse